# Vox Balaenae
Vox Balaenae (Voz de la ballena), es una obra para flauta eléctrica, violonchelo y piano amplificado del compositor estadounidense de vanguardia George Crumb. Fue compuesta para ser interpretada por la Camerata de Nueva York en 1971.

## Contexto
Como indica el nombre de la pieza, Vox Balaenae se inspiró en los cantos de las ballenas. "A fines de la década de 1960, George Crumb escuchó una grabación en cinta preparada por un científico marino de los sonidos emitidos por la ballena jorobada... En 1971, Crumb se inspiró en estos sonidos...". Aunque la pieza tiene ocho movimientos, estos se agrupan en tres partes estructuralmente similares: los dos primeros movimientos "(...for the beginning of time)", cinco variaciones con nombres de períodos de tiempo geológico, y el último movimiento "(...for the end of time)".

## Movimientos y técnicas de instrumentación
Además de las técnicas de instrumentación, se pide a los artistas que usen máscaras negras. Se recomienda encarecidamente que, siempre que sea posible, la interpretación se realice con iluminación azul. El violonchelo está afinado en scordatura, y la pieza requiere el uso de un piano de cola ya que las técnicas requeridas no serían posibles con un modelo vertical.
| Nombre del movimiento | Ejemplos de instrumentación y técnica                                       |
| --------------------- | --------------------------------------------------------------------------- |
| Vocalise              | Cantar con la flauta, el ejecutante canta dentro de la flauta mientras toca |
| Sea Theme             | Intérprete de "arpa eólica" toca las cuerdas del piano                      |
| arqueozoico           | Armónicos de violonchelo y cincelar en las cuerdas del piano                |
| proterozoico          | Clip de papel rasguea las cuerdas de piano y canto con la flauta            |
| Paleozoico            | Glissando armónico para violonchelo                                         |
| mesozoico             | Varilla de vidrio sobre cuerdas del piano                                   |
| Cenozoico             | Armónicos con silbato de llamado                                            |
| Sea-Nocturne          | platillos antiguos                                                          |

## Grabaciones
- George Crumb: Voice Of The Whale / Night Of The Four Moons. Jan DeGaetani, Aeolian Chamber Players. Columbia Masterworks, 1974[4]
- Dreamtiger: East-West Encounters. Rohan de Saram (violonchelo), Kathryn Lukas (flauta), Peter Hill (piano). Cameo Classics, 1982[5]
- Vox Balaenae. Robert Aitken (flauta), David Hetherington (violonchelo), David Swan (piano). Naxos, 2006[6]
- George Crumb: Vox Balaenae. Ensemble Für Neue Musik Zürich. hat[now]ART, 2006[7]
- Vox Valaenae. Caroline Stevens (violonchelo), Alessandro Crosta (flauta), Nadia Testa (piano). Associazione Igor Stravinsky, 2008[8]
- Masterworks of the 20th Century. Jerry Grossman (violonchelo), Erich Graf (flauta), Walter Ponce (piano). Sony Classical, 2015[9]